# 大門軍団
大門軍団（だいもんぐんだん）は、テレビドラマ『西部警察』シリーズに登場する、警視庁西部警察署捜査課捜査係の別名。部長刑事（主任格）の大門圭介（渡哲也）を筆頭に構成される。各個人については西部警察の項を参照されたい。

## 団員
- 大門圭介（だいもん けいすけ）（渡哲也）
- 松田猛（まつだ たけし）（寺尾聰）
- 巽総太郎（たつみ そうたろう）（舘ひろし）
- 源田浩史（げんだ こうじ）（苅谷俊介）
- 谷大作（たに だいさく）（藤岡重慶）
- 兼子仁（かねこ じん）（五代高之）
- 桐生一馬（きりゅう かずま）（加納竜）
- 北条卓（きたじょう たく）（御木裕）
- 平尾一兵（ひらお いっぺい）（峰竜太）
- 鳩村英次（はとむら えいじ）（舘ひろし）
- 沖田五郎（おきた ごろう）（三浦友和）
- 浜源太郎（はま げんたろう）（井上昭文）
- 南長太郎（みなみ ちょうたろう）（小林昭二）
- 山県新之助（やまがた しんのすけ）（柴俊夫）
- 五代純（ごだい じゅん）（石原良純）

## 大門軍団の関係者
- 木暮謙三（こぐれ けんぞう）（石原裕次郎）
- 二宮武士（にのみや たけし）（庄司永建）
- 佐川勘一（さがわ かんいち）（高城淳一）
- 国立六三（くにたち ろくぞう）（武藤章生）